# Festival RTP da Canção 1981
O XVIII Festival RTP da Canção 1981 foi o décimo-oitavo Festival RTP da Canção e teve lugar no dia 7 de Março de 1981 no Teatro Maria Matos, em Lisboa.
Os apresentadores foram Eládio Clímaco e Rita Ribeiro.

## Festival
Em 1981 a RTP abriu o tradicional concurso público a todos os compositores portugueses e um júri de seleção apurou 12 canções para a grande final do Teatro Maria Matos que teve lugar a 7 de Março.
A apresentação deste festival esteve a cargo de Rita Ribeiro e de Eládio Clímaco.
Na primeira parte estiveram as 12 canções a concurso, enquanto que na segunda parte atuou um grupo de bailado moderno denominado por Second Generation.
Na terceira e última parte o júri distrital votou e decidiu que a canção vencedora seria "Playback" interpretado por Carlos Paião, na medida em que as Doce e o "Alibabá" eram os grandes favoritos da noite. Porém esta canção foi relegada para o 4º lugar. Na 2ª posição ficou "Morrer de amor por ti" de José Cid e em 3º lugar classificou-se Maria Guinot com" Um adeus, um recomeço".
| #   | Artista                                | Canção                            | Letra (l) / Música (m)                             | Pontuação | Classificação |
| --- | -------------------------------------- | --------------------------------- | -------------------------------------------------- | --------- | ------------- |
| 1º  | Samuel                                 | "Tempo de partir"                 | Samuel (m), Nuno Gomes dos Santos (l)              | 6º        | 117           |
| 2º  | Carlos Alberto Moniz e Maria do Amparo | "Olá rapariga, olá"               | Carlos Alberto Moniz (m), Maria do Amparo (l)      | 10º       | 68            |
| 3º  | Bric-à-Brac                            | "Daqui deste país"                | Manuel José Soares (m), Mário Contumélias (l)      | 5º        | 123           |
| 4º  | Maria Guinot                           | "Um adeus, um recomeço"           | Maria Guinot (m & l)                               | 3º        | 133           |
| 5º  | Joana e Pedro                          | "Amar em Agosto"                  | António Barbieri (m), Miguel Rodrigues Pereira (l) | 7º        | 110           |
| 6º  | Doce                                   | "Ali-bábá (Um homem das arábias)" | Nuno Rodrigues (m), António Pinho (l)              | 4º        | 128           |
| 7º  | Cocktail                               | "Vem esquecer o passado"          | Luisa Sergeant (m & l)                             | 8º        | 103           |
| 8º  | António Branco                         | "Tanto e tão pouco"               | António Branco (m & l) e José Mário Branco (m)     | 9º        | 71            |
| 9º  | José Cid                               | "Morrer de amor por ti"           | José Cid (m & l)                                   | 2º        | 162           |
| 10º | Carlos Paião                           | "Playback"                        | Carlos Paião (m & l)                               | 1º        | 203           |
| 11º | Zélia Rodrigues                        | "Foste o mar"                     | João Henrique e Fernando Guerra (m & l)            | 11º       | 50            |
| 12º | Zélia Lopes                            | "Manhã do meu sonho"              | Fernando Calvário (m), Hélio Costa Ferreira (l)    | 12º       | 8             |

### Resultados
A votação coube ao júri nacional, constituído por 22 júris sediados nas 18 capitais de distrito de Portugal Continental e em 4 cidades dos Açores e Madeira. Quanto ao sistema de votação, neste ano foi usado pela primeira vez o sistema vigente na Eurovisão: cada júri atribuiu, conforme a sua ordem de preferência, 1, 2, 3, 4, 5, 6, 7, 8, 10 e 12 pontos às 10 canções do seu agrado:
| Júri Nacional     | Canções Pontuadas | Canções Pontuadas | Canções Pontuadas | Canções Pontuadas | Canções Pontuadas | Canções Pontuadas | Canções Pontuadas | Canções Pontuadas | Canções Pontuadas | Canções Pontuadas | Canções Pontuadas | Canções Pontuadas |
| ----------------- | ----------------- | ----------------- | ----------------- | ----------------- | ----------------- | ----------------- | ----------------- | ----------------- | ----------------- | ----------------- | ----------------- | ----------------- |
| Júri Nacional     | 1                 | 2                 | 3                 | 4                 | 5                 | 6                 | 7                 | 8                 | 9                 | 10                | 11                | 12                |
| Angra do Heroísmo | 6                 | 3                 | 7                 | 8                 | 12                |                   | 2                 | 10                | 4                 | 5                 | 1                 |                   |
| Aveiro            | 6                 | 8                 | 4                 | 5                 |                   | 10                | 1                 | 7                 | 3                 | 12                | 2                 |                   |
| Beja              | 1                 |                   | 3                 | 5                 | 7                 | 10                | 6                 |                   | 12                | 8                 | 2                 | 4                 |
| Braga             | 8                 |                   | 6                 | 12                | 2                 | 4                 | 5                 |                   | 7                 | 10                | 3                 | 1                 |
| Bragança          | 5                 | 1                 | 6                 | 2                 | 4                 | 10                | 7                 |                   | 8                 | 12                | 3                 |                   |
| Castelo Branco    | 6                 | 5                 | 4                 | 10                | 3                 | 2                 |                   | 12                | 7                 | 8                 |                   | 1                 |
| Coimbra           | 8                 | 3                 | 2                 | 1                 | 6                 | 5                 | 7                 |                   | 10                | 12                | 4                 |                   |
| Évora             | 3                 | 2                 | 8                 | 12                | 5                 |                   | 10                | 4                 | 7                 | 6                 | 1                 |                   |
| Faro              | 6                 | 2                 | 5                 | 3                 |                   | 8                 | 7                 |                   | 10                | 12                | 4                 | 1                 |
| Funchal           | 7                 | 2                 | 12                | 10                | 4                 | 5                 |                   | 3                 | 6                 | 8                 | 1                 |                   |
| Guarda            | 3                 | 10                | 8                 | 4                 | 5                 | 7                 | 2                 | 12                | 1                 | 6                 |                   |                   |
| Horta             | 1                 | 2                 | 7                 | 5                 | 12                | 6                 | 4                 |                   | 8                 | 10                | 3                 |                   |
| Leiria            | 2                 | 4                 | 5                 | 3                 | 7                 | 8                 | 6                 |                   | 10                | 12                | 1                 |                   |
| Lisboa            | 5                 | 1                 | 4                 | 2                 | 6                 | 12                | 8                 |                   | 7                 | 10                | 3                 |                   |
| Ponta Delgada     | 10                | 2                 | 5                 | 6                 | 1                 |                   | 4                 | 12                | 8                 | 3                 | 7                 |                   |
| Portalegre        | 1                 | 3                 | 4                 | 12                | 5                 | 6                 | 7                 |                   | 8                 | 10                | 2                 |                   |
| Porto             | 10                | 12                | 4                 | 8                 | 6                 | 2                 |                   | 7                 | 3                 | 5                 | 1                 |                   |
| Santarém          | 3                 | 2                 | 6                 | 1                 | 8                 | 7                 | 4                 |                   | 10                | 12                | 5                 |                   |
| Setúbal           | 10                | 5                 | 7                 | 3                 | 1                 | 6                 | 4                 |                   | 8                 | 12                | 2                 |                   |
| Viana do Castelo  | 4                 |                   | 5                 | 6                 | 3                 | 8                 | 7                 |                   | 10                | 12                | 2                 | 1                 |
| Vila Real         | 4                 | 1                 | 5                 | 3                 | 6                 | 10                | 7                 |                   | 12                | 8                 | 2                 |                   |
| Viseu             | 8                 |                   | 6                 | 12                | 7                 | 2                 | 5                 | 4                 | 3                 | 10                | 1                 |                   |
| Total             | 117               | 68                | 123               | 133               | 110               | 128               | 103               | 71                | 162               | 203               | 50                | 8                 |
| Lugar             | 6º                | 10º               | 5º                | 3º                | 7º                | 4º                | 8º                | 9º                | 2º                | 1º                | 11º               | 12º               |
| Júri Nacional     | 1                 | 2                 | 3                 | 4                 | 5                 | 6                 | 7                 | 8                 | 9                 | 10                | 11                | 12                |
| Júri Nacional     | Canções Pontuadas |                   |                   |                   |                   |                   |                   |                   |                   |                   |                   |                   |

| Júri Nacional     | Canções Pontuadas | Canções Pontuadas | Canções Pontuadas | Canções Pontuadas | Canções Pontuadas | Canções Pontuadas | Canções Pontuadas | Canções Pontuadas | Canções Pontuadas | Canções Pontuadas | Canções Pontuadas | Canções Pontuadas |
| ----------------- | ----------------- | ----------------- | ----------------- | ----------------- | ----------------- | ----------------- | ----------------- | ----------------- | ----------------- | ----------------- | ----------------- | ----------------- |
| Júri Nacional     | 1                 | 2                 | 3                 | 4                 | 5                 | 6                 | 7                 | 8                 | 9                 | 10                | 11                | 12                |
| Angra do Heroísmo | 6                 | 3                 | 7                 | 8                 | 12                | 0                 | 2                 | 10                | 4                 | 5                 | 1                 | 0                 |
| Aveiro            | 12                | 11                | 11                | 13                | 12                | 10                | 3                 | 17                | 7                 | 17                | 3                 | 0                 |
| Beja              | 13                | 11                | 14                | 18                | 19                | 20                | 9                 | 17                | 19                | 25                | 5                 | 4                 |
| Braga             | 21                | 11                | 20                | 30                | 21                | 24                | 14                | 17                | 26                | 35                | 8                 | 5                 |
| Bragança          | 26                | 12                | 26                | 32                | 25                | 34                | 21                | 17                | 34                | 47                | 11                | 5                 |
| Castelo Branco    | 32                | 17                | 30                | 42                | 28                | 36                | 21                | 29                | 41                | 55                | 11                | 6                 |
| Coimbra           | 40                | 20                | 32                | 43                | 34                | 41                | 28                | 29                | 51                | 67                | 15                | 6                 |
| Évora             | 43                | 22                | 40                | 55                | 39                | 41                | 38                | 33                | 58                | 73                | 16                | 6                 |
| Faro              | 49                | 24                | 45                | 58                | 39                | 49                | 45                | 33                | 68                | 85                | 20                | 7                 |
| Funchal           | 56                | 26                | 57                | 68                | 43                | 54                | 45                | 36                | 74                | 93                | 21                | 7                 |
| Guarda            | 59                | 36                | 65                | 72                | 48                | 61                | 47                | 48                | 75                | 99                | 21                | 7                 |
| Horta             | 60                | 38                | 72                | 77                | 60                | 67                | 51                | 48                | 83                | 109               | 24                | 7                 |
| Leiria            | 62                | 42                | 77                | 80                | 67                | 75                | 57                | 48                | 93                | 121               | 25                | 7                 |
| Lisboa            | 67                | 43                | 81                | 82                | 73                | 87                | 65                | 48                | 100               | 131               | 28                | 7                 |
| Ponta Delgada     | 77                | 45                | 86                | 88                | 74                | 87                | 69                | 60                | 108               | 134               | 35                | 7                 |
| Portalegre        | 78                | 48                | 90                | 100               | 79                | 93                | 76                | 60                | 116               | 144               | 37                | 7                 |
| Porto             | 88                | 60                | 94                | 108               | 85                | 95                | 76                | 67                | 119               | 149               | 38                | 7                 |
| Santarém          | 91                | 62                | 100               | 109               | 93                | 102               | 80                | 67                | 129               | 161               | 43                | 7                 |
| Setúbal           | 101               | 67                | 107               | 112               | 94                | 108               | 84                | 67                | 137               | 173               | 45                | 7                 |
| Viana do Castelo  | 105               | 67                | 112               | 118               | 97                | 116               | 91                | 67                | 147               | 185               | 47                | 8                 |
| Vila Real         | 109               | 68                | 117               | 121               | 103               | 126               | 98                | 67                | 159               | 193               | 49                | 8                 |
| Viseu             | 117               | 68                | 123               | 133               | 110               | 128               | 103               | 71                | 162               | 203               | 50                | 8                 |
| Lugar             | 6º                | 10º               | 5º                | 3º                | 7º                | 4º                | 8º                | 9º                | 2º                | 1º                | 11º               | 12º               |
| Júri Nacional     | 1                 | 2                 | 3                 | 4                 | 5                 | 6                 | 7                 | 8                 | 9                 | 10                | 11                | 12                |
| Júri Nacional     | Canções Pontuadas |                   |                   |                   |                   |                   |                   |                   |                   |                   |                   |                   |